# 徐庶
徐 庶（じょ しょ、? - 234年?）は、中国後漢末期から三国時代の魏にかけての武将・政治家。字は元直（げんちょく）。元の名は福であり、単家（たんか、あるいはぜんかと読み、権勢のない家柄、或いは寒門の意味）の出身である。『三国志』「諸葛亮伝」注に引く『魏略』に伝があり、裴松之によると厳幹・李義・張既・游楚・裴潜・趙儼・韓宣・黄朗と同じ巻に収録されていた。豫州潁川郡長社県（現在の河南省許昌市長葛市）の出身。

## 生涯
撃剣の使い手で、義侠心に厚く、人の仇討ちを引き受け殺人を犯したがために役人に捕らわれたが、後日仲間に助け出された。これに感激して以降は剣を捨て、学問に励むようになり、出身地を同じくする石韜と親しく交際するようになった。
中平年間（184年 - 189年）に中原が乱れると、石韜と共に荊州へ移住し、司馬徽の門下生となった。諸葛亮・孟建と特に親しくなり、韓嵩・向朗とも親交した。
徐庶・孟建・石韜は学問を精密に理解しようと努力したが、諸葛亮は大要を掴むことに努めた。諸葛亮は「徐庶・孟建・石韜は仕官すれば、州刺史か郡太守くらいにはなれるだろう」と言ったが、自分の事は言わなかった。
その頃、劉備は荊州新野（現在の河南省南陽市新野県）に駐屯していた。徐庶は劉備と会見し、劉備は彼を評価した。徐庶は諸葛亮を推薦し、劉備が徐庶に呼びに行かせようとすると、徐庶は「彼は、こちらから行けば会えますが、無理に連れて来る事はできません」と言った。こうして、劉備は三顧の礼で諸葛亮を迎え入れることになった。
後に劉備が曹操に敗北した折、徐庶の母が曹操軍の捕虜になると、動揺した徐庶は劉備に別れを告げて曹操の下に赴いた。
竹林の七賢の嵆康は「徐庶は母親のために劉備のもとを離れたが、諸葛亮はこれを止めなかった。これこそ真の友情である」と『山濤に宛てた手紙(與山巨源絶交書)』の中で述べている。
その後は魏に仕え、黄初年間に彭城の相として曹拠に属し、右中郎将に昇進。224年の詔勅で曹拠が定陶県王に降格されると、人事異動で御史中丞に昇進。232年に曹叡が皇室の権力を強化させる政策に出ると、その性格から猟官活動に無関心であった為に復た彭国の相に戻り、諸葛亮と同時期に生涯を終えた。
石韜や孟建は劉備に仕えず、早くから北方に帰って曹操に仕え、石韜は郡太守・典農校尉を歴任し、孟建は涼州刺史・征東将軍に至った。
諸葛亮が丞相となった後に官吏に与えた教書にその名が見られ「官署に参じる者とは、衆思を広く集めて忠益するものだ。人心とは尽くをする事が苦手で、ただ徐元直だけは惑うことなくこれに勤めた。もし元直の行いの十分の一でも慕う事ができれば、私も過失が少なくすることができるだろう」 
「昔、崔州平と交際した当初、しばしば損得を教えられた。後に徐元直と交わり、何度も欠点を指摘された。彼らとは終始よい付き合いだった。直言をいとわない利の証明として足りるだろう」と徐庶の人格を称え、その交友をしのんでいる。
後に諸葛亮は北伐を行なった際、徐庶と石韜の官職を聞き知って各々の才能に不充分と思い、「魏は取り分け人物が多いのだろうか。どうしてあの二人は用いられないのだろうか」と嘆いたという(『魏略』)。とはいえ、二人とも先の諸葛亮の予想程度には出世しており、孟建は諸葛亮の予想以上に出世している。
なお徐庶の没年は不詳だが、明帝期に亡くなったと史書に記されており、上記『魏略』によれば、諸葛亮と同じころに彭城で病死したと記されている。また、徐庶は御史中丞の頃まで「福」を名乗っており、晩年になって「庶」と改名した。

## 三国志演義
小説『三国志演義』では、上述の「単家出身」という事からこれを姓として「単福」を偽名として名乗る。
新野時代の劉備と出会い軍師として迎えられ、曹仁との新野城の攻防戦では先遣隊の呂曠、呂翔率いる魏軍5000を2000で迎撃し、見事に打ち破り二人を屠る。報復と称して曹仁、李典が25000で南下するが、曹仁の八門金鎖の陣を見破り完膚無きまでに叩き伏せ、曹仁の本拠地の樊城を奪う。
程昱の策による徐庶の母親の筆跡を真似た手紙を受け取り、止むなく曹操に下ることになるが、去り際に劉備に諸葛亮を推薦し劉備の下を去っている。この事を知った母親は自殺し、徐庶はこの事で曹操のために献策はしないという誓いを立てた。
赤壁の戦いにも従軍するが、龐統が仕掛けた連環の計の真意に気づきながらもこれを見逃し、龐統の助言により「涼州の侵攻に対する備え」という名目で陣を離れ、被害を免れている。因みに『演義』第36回に、徐庶の弟の徐康が程昱の発言中に登場する。